# 馬納漢峰
77°29′S 168°26′E / 77.483°S 168.433°E
馬納漢峰（英語：Manahan Peak），是南極洲的山峰，位於羅斯島東北部，處於吉根布赫嶺以東2公里和特羅爾山西北面4.8公里，海拔高度超過2,000米，現時由南極條約體系管理。